# Херменяса
Херменяса (рум. Hărmăneasa) — село у повіті Ясси в Румунії. Входить до складу комуни Хелештень.
Село розташоване на відстані 311 км на північ від Бухареста, 54 км на захід від Ясс.

## Населення
За даними перепису населення 2002 року у селі проживали 772 особи, усі — румуни. Усі жителі села рідною мовою назвали румунську.